# Cimoc
Cimoc va ser una revista de còmics representativa de la popularització del còmic adult dels anys 80 a Espanya. Si bé no són unes sigles (el nom és cómic al revés), se sol escriure tot en majúscules: CIMOC.
Les seves pàgines aplegaven diverses sèries nacionals i d'altres d'estrangeres, centrant-se en el gènere d'aventura, incloguent autors de renom com ara Druillet, Moebius, Enrique Breccia o Frank Miller.
Va sobreviure fins al 1995 i actualment només se'n conserva el nom, al web de venda de còmics digitals de Norma Editorial.

## Col·laboradors destacats
- Alfonso Azpiri
- Alfonso Font
- Esteban Maroto
- François Boucq
- Frank Miller
- Horacio Altuna
- Jordi Bernet
- Miguelanxo Prado
- Milo Manara
- Moebius
- Simon Bisley
- Vicente Segrelles

## Història
La revista va ser publicada inicialment per San Román fins al cinquè número i per Riego Ediciones fins al desè i últim. En 1981, Norma Editorial va recuperar la capçalera, sent la primera publicació de la recentment nascuda editorial i iniciant una segona etapa més longeva i reeixida. Sota la coordinació de Joan Navarro, va promoure diverses sèries de ciència-ficció i va estimular els tàndems dibuixant-guionista.